# Sternklar
Sternklar oder sternenklar ist die meteorologische Bezeichnung für einen Nachthimmel, der so klar ist – ohne Wolken oder mit nur leichter Bewölkung –, dass der Sternenhimmel sichtbar wird.
Astronomen unterscheiden darüber hinaus weitere Kriterien für eine klare Sicht auf Sterne:
- Durchsichtigkeit der Atmosphäre (meist auf einer Skala von 1 bis 5 angegeben)
- Grenzhelligkeit oder Grenzgröße (die Magnitude der schwächsten noch freiäugig sichtbaren Sterne)
- Luftunruhe (infolge von Turbulenzen in der Troposphäre) und deren Auswirkungen als Szintillation (Funkeln der Sterne) beziehungsweise als Seeing (scheinbare Bewegtheit der Sternpunkte im Fernrohr)
- Störungen durch Mondlicht (besonders in den 2 Wochen um Vollmond).
- Störungen durch städtische Lichtverschmutzung, siehe auch Lichtglocke.